# Deutsche Schwimmmeisterschaften 2014
Die 126. Deutschen Meisterschaften im Schwimmen fanden vom 1. bis 4. Mai 2014 zum elften Mal in Folge in der Schwimm- und Sprunghalle im Europasportpark Berlin statt und wurden vom Deutschen Schwimm-Verband organisiert. Der Wettkampf diente gleichzeitig als Qualifikationswettkampf für die Europameisterschaften 2014 in Berlin. Zum ersten Mal auf dem Programm standen die Mixed-Staffeln über 4 × 100 m Freistil und 4 × 100 m Lagen. Dorothea Brandt und Jenny Mensing waren mit je vier Titeln die erfolgreichsten Athleten dieser Meisterschaft.

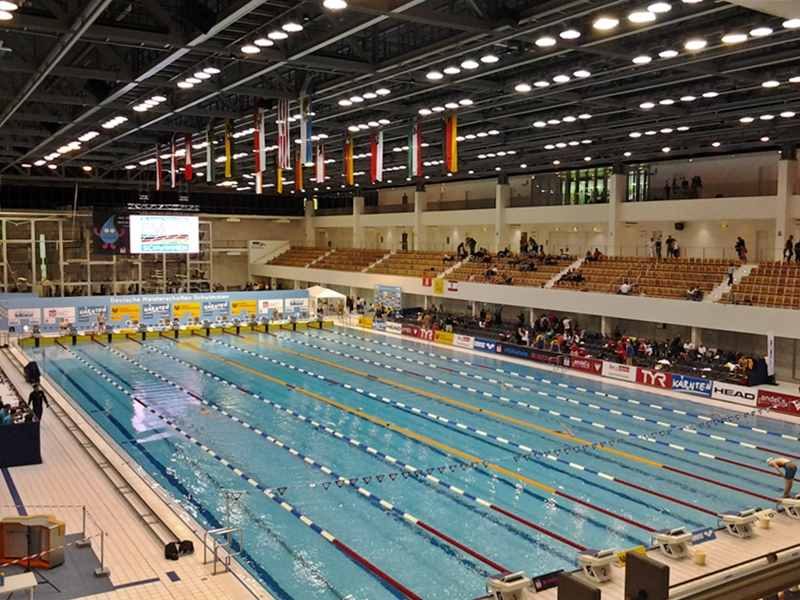
Die Schwimmhalle SSE
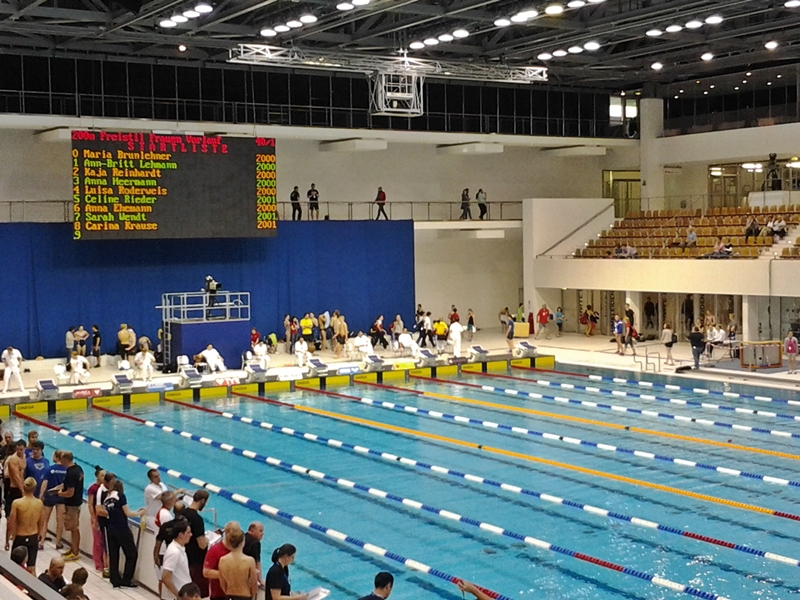
Anzeigetafel
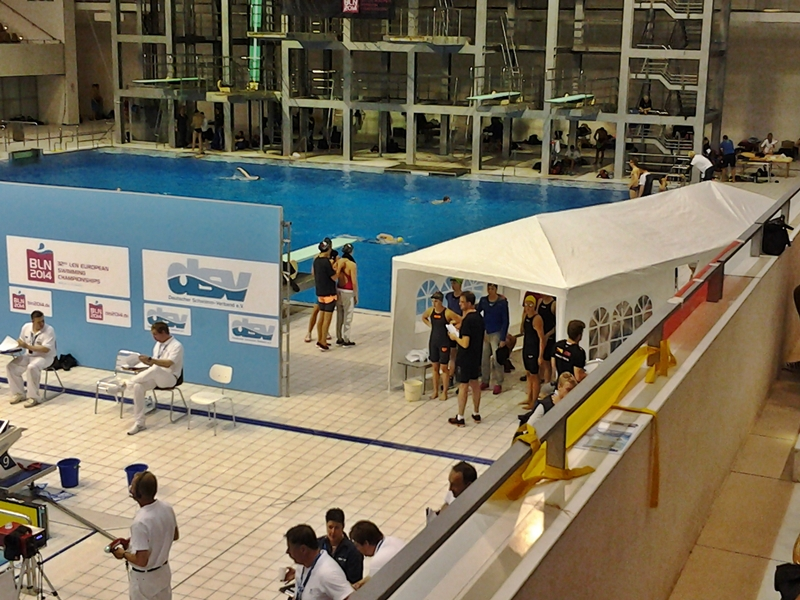
Vorstart-Zelt
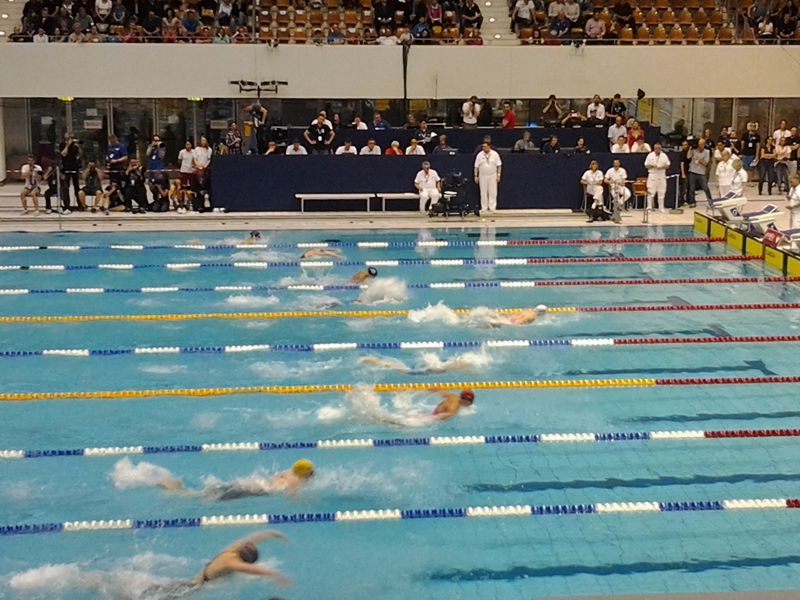
Schmetterlingschwimmen

| Disziplin                | Männer | Männer | Männer | Frauen | Frauen | Frauen   |
| Disziplin                | Name | Verein | Zeit | Name | Verein | Zeit     |
| 050 m Freistil           | Björn Hornikel                                                                                              | VfL Sindelfingen                                                                                            | 00:22,36 | Dorothea Brandt                                                                                             | SG Essen | 00:24,82 |
| 100 m Freistil           | Paul Biedermann                                                                                             | SV Halle/Saale                                                                                              | 00:48,31 | Dorothea Brandt                                                                                             | SG Essen | 00:55,05 |
| 200 m Freistil           | Paul Biedermann                                                                                             | SV Halle/Saale                                                                                              | 01:46,25 | Annika Bruhn                                                                                                | SV Bietigheim                                                                                               | 01:59,16 |
| 400 m Freistil           | Paul Biedermann                                                                                             | SV Halle/Saale                                                                                              | 03:47,89 | Johanna Friedrich                                                                                           | SC Magdeburg                                                                                                | 04:10,49 |
| 800 m Freistil           | Sören Meißner                                                                                               | SV Würzburg 05                                                                                              | 07:54,93 | Sarah Köhler                                                                                                | SG Frankfurt                                                                                                | 08:34,42 |
| 1500 m Freistil0         | Sören Meißner                                                                                               | SV Würzburg 05                                                                                              | 15:13,44 | Sarah Köhler                                                                                                | SG Frankfurt                                                                                                | 16:26,28 |
| 050 m Brust              | Hendrik Feldwehr                                                                                            | SG Essen | 00:27,49 | Dorothea Brandt                                                                                             | SG Essen | 00:30,90 |
| 100 m Brust              | Hendrik Feldwehr                                                                                            | SG Essen | 00:59,81 | Caroline Ruhnau                                                                                             | SG Essen | 01:08,24 |
| 200 m Brust              | Marco Koch                                                                                                  | DSW 1912 Darmstadt                                                                                          | 02:08,51 | Vanessa Grimberg                                                                                            | SG Essen | 02:26,54 |
| 050 m Rücken             | Nicolas Graesser                                                                                            | DSV | 00:25,01 | Jenny Mensing                                                                                               | SC Wiesbaden 1911                                                                                           | 00:28,80 |
| 100 m Rücken             | Jan-Philip Glania                                                                                           | SG Frankfurt                                                                                                | 00:54,46 | Jenny Mensing                                                                                               | SC Wiesbaden 1911                                                                                           | 01:00,50 |
| 200 m Rücken             | Jan-Philip Glania                                                                                           | SG Frankfurt                                                                                                | 01:57,40 | Jenny Mensing                                                                                               | SC Wiesbaden 1911                                                                                           | 02:09,25 |
| 050 m Schmetterling      | Steffen Deibler                                                                                             | Hamburger SC                                                                                                | 00:23,23 | Dorothea Brandt                                                                                             | SG Essen | 00:26,40 |
| 100 m Schmetterling      | Steffen Deibler                                                                                             | Hamburger SC                                                                                                | 00:51,86 | Alexandra Wenk                                                                                              | SG Stadtwerke München                                                                                       | 00:58,49 |
| 200 m Schmetterling      | Robin Backhaus                                                                                              | SG Neukölln Berlin                                                                                          | 01:58,73 | Franziska Hentke                                                                                            | SC Magdeburg                                                                                                | 02:07,67 |
| 200 m Lagen              | Markus Deibler                                                                                              | Hamburger SC                                                                                                | 01:58,00 | Theresa Michalak                                                                                            | SV Halle/Saale                                                                                              | 02:13,16 |
| 400 m Lagen              | Yannick Lebherz                                                                                             | Potsdamer SV                                                                                                | 04:15,34 | Franziska Hentke                                                                                            | SC Magdeburg                                                                                                | 04:44,14 |
| 4 × 100 m Freistil       | SG Stadtwerke München Wolf, Zeidler, Vogel, Kusch                                                           | SG Stadtwerke München Wolf, Zeidler, Vogel, Kusch                                                           | 03:22,03 | Startgemeinschaft Dortmund Lange, Weber, Gruhn, Freiwald                                                    | Startgemeinschaft Dortmund Lange, Weber, Gruhn, Freiwald                                                    | 03:49,13 |
| 4 × 200 m Freistil       | SG Stadtwerke München Kusch, Wolf, Nowosad, Vogel                                                           | SG Stadtwerke München Kusch, Wolf, Nowosad, Vogel                                                           | 07:17,87 | SSG Saar Max Ritter Hüther, Ivanov, Bosslet, Massone                                                        | SSG Saar Max Ritter Hüther, Ivanov, Bosslet, Massone                                                        | 08:13,61 |
| 4 × 100 m Lagen          | SG Essen Aydin, vom Lehn, Feldwehr, Rueter                                                                  | SG Essen Aydin, vom Lehn, Feldwehr, Rueter                                                                  | 03:43,56 | SV Halle/Saale Feldbinder, Willers, Michalak, Schreiber                                                     | SV Halle/Saale Feldbinder, Willers, Michalak, Schreiber                                                     | 04:07,71 |
| 4 × 100 m Freistil Mixed | Wassersportfreunde von 1898 Hannover Jan-Ole Anneken-Konken, Danil Bugakov, Amelie Braul, Franziska Skrubel | Wassersportfreunde von 1898 Hannover Jan-Ole Anneken-Konken, Danil Bugakov, Amelie Braul, Franziska Skrubel | Wassersportfreunde von 1898 Hannover Jan-Ole Anneken-Konken, Danil Bugakov, Amelie Braul, Franziska Skrubel | Wassersportfreunde von 1898 Hannover Jan-Ole Anneken-Konken, Danil Bugakov, Amelie Braul, Franziska Skrubel | Wassersportfreunde von 1898 Hannover Jan-Ole Anneken-Konken, Danil Bugakov, Amelie Braul, Franziska Skrubel | 03:38,97 |
| 4 × 100 m Lagen Mixed    | SC Wiesbaden 1911 Jenny Mensing, Philipp Forster, Beatrix Eisel, Gianni Ferrero                             | SC Wiesbaden 1911 Jenny Mensing, Philipp Forster, Beatrix Eisel, Gianni Ferrero                             | SC Wiesbaden 1911 Jenny Mensing, Philipp Forster, Beatrix Eisel, Gianni Ferrero                             | SC Wiesbaden 1911 Jenny Mensing, Philipp Forster, Beatrix Eisel, Gianni Ferrero                             | SC Wiesbaden 1911 Jenny Mensing, Philipp Forster, Beatrix Eisel, Gianni Ferrero                             | 03:57,14 |

1. ↑  Mit 00:30,77 egalisierte Dorothea Brandt im Vorlauf den DSV-Rekord aus dem Jahr 2009 von Kerstin Vogel.
2. ↑  Deutscher Altersklassenrekord für 19-Jährige